# باول اوكون
باول اوكون (بالإنجليزية: Paul Okon)‏ لاعب كرة قدم أسترالي سابق (ولد في سيدني 5 أبريل 1972) قاد منتخب أستراليا في الألعاب الأولمبية الصيفية 1992 ولعب للعديد من الأندية الإيطالية ابرزها نادي لاتسيو ونادي فيورنتينا ونادي فيتشينزا كما لعب في صفوف نادي الأنجليزي ليدز يونايتد ونادي ماركوني الأسترالي.

## روابط خارجية
- باول اوكون على موقع الاتحاد الدولي (مؤرشف)  (الإنجليزية)
- باول اوكون على موقع قاعدة بيانات كرة القدم.إي يو (الإنجليزية)
- باول اوكون على موقع ناشيونال فوتبول تيمز (الإنجليزية)
- باول اوكون على موقع Soccerway.com (الإنجليزية)
- باول اوكون على موقع عالم كرة القدم.نت (الإنجليزية)
- باول اوكون على موقع اللجنة الأولمبية الدولية (الإنجليزية)
- باول اوكون على موقع أوليمبيديا (الإنجليزية)
- باول اوكون على موقع اللجنة الأولمبية الأسترالية (الإنجليزية)